# Raciąż
 (mars 2025).
Pour les articles homonymes, voir Raciąż (homonymie).
Raciąż (prononciation : [ˈrat͡ɕɔ̃ʂ]) est une ville du powiat de Płońsk dans la voïvodie de Mazovie, dans le centre de la Pologne
Elle est une ville-powiat et le siège administratif (chef-lieu) de la gmina de Raciąż, sans en faire partie. Sa population s'élevait à 4 585 habitants en 2004.

## Communications
Raciąż est située à 100 km de Varsovie, sur la route nationale 60(Kutno - Płock - Ciechanów - Ostrów Mazowiecka). La ville est traversée par la voie ferrée Varsovie - Bydgoszcz - Kołobrzeg.

## Histoire
Raciąż est une des plus anciennes localités du nord de la Mazovie. La première mention historique de la place forte date du Xe siècle. Vers l’an 1300, elle devient le siège d’un castellan. Raciąż obtient les privilèges urbains en 1425. Vers 1495, la ville devient le siège d’un district. En 1512, elle devient la propriété de l’évêché de Płock.
Le développement économique de la ville est important. Au milieu du XVIe siècle, elle compte 1 000 habitants. Les guerres du XVIIe siècle provoquent le déclin de la ville. En 1676, la ville ne compte plus que 340 habitants. Après les partages de la Pologne, la ville est annexée par la Prusse avant de rejoindre le Royaume du Congrès en 1815. Après l’Insurrection de janvier, elle perd son statut de ville en 1869. Elle ne le retrouve qu’en 1922.
La Seconde Guerre mondiale est la période la plus sombre de l’histoire de la ville. La population passe de 5 300 habitants en 1939 à 3 500 habitants en 1945. La population juive et de nombreux Polonais sont exterminés.

## Structure du terrain
D'après les données de 2002, la superficie de la commune de Raciąż est de 3,82 km2, répartis comme tel :
- terres agricoles : 62 %
- forêts : 0 %

La commune représente 0,28 % de la superficie du powiat.

## Démographie
Données du 30 juin 2004 :
| Description        | Total  | Total  | Femmes | Femmes | Hommes | Hommes |
| ------------------ | ------ | ------ | ------ | ------ | ------ | ------ |
| Unité              | Nombre | %      | Nombre | %      | Nombre | %      |
| Population         | 4585   | 100    | 2 398  | 52,3   | 2 187  | 47,7   |
| Densité (hab./km²) | 1200,3 | 1200,3 | 627,7  | 627,7  | 572,5  | 572,5  |

## Monuments
- église néogothique (1886)
- Presbytère du début du XXe siècle